# KFCタッグ王座
KING of FREEDOM WORLD TAG王座（キング・オブ・フリーダム・ワールド・タッグおうざ）は、プロレスリングFREEDOMSが管理、認定している王座。

## 歴史
2014年3月13日、プロレスリングFREEDOMS後楽園ホール大会で行われた初代王座決定タッグリーグに優勝したグレート小鹿&ジ・ウィンガー組が初代王者になった。

## 歴代王者
| 歴代   | タッグチーム                                                          | 戴冠回数 | 防衛回数 | 獲得日付       | 獲得場所 （対戦相手・その他）  |
| ------ | --------------------------------------------------------------------- | -------- | -------- | -------------- | ------------------------------ |
| 初代   | グレート小鹿&ジ・ウィンガー                                           | 1        | 3        | 2014年3月13日  | 後楽園ホール 高岩竜一&佐々木貴 |
| 第2代  | 葛西純&竹田誠志                                                       | 1        | 3        | 2014年9月23日  | 東武スポーツクラブプレオン船橋 |
| 第3代  | エル・イホ・デル・ウインガー・ウノ&エル・イホ・デル・ウインガー・ドス | 1        | 0        | 2015年1月29日  | 新木場1stRING                  |
| 第4代  | 新井健一郎&GENTARO                                                    | 1        | 0        | 2015年3月5日   | 新木場1stRING                  |
| 第5代  | バッファロー&進祐哉                                                   | 1        | 1        | 2015年3月23日  | 後楽園ホール                   |
| 第6代  | マンモス佐々木&神威                                                   | 1        | 4        | 2015年5月2日   | 後楽園ホール                   |
| 第7代  | 佐々木貴&GENTARO                                                      | 1        | 0        | 2015年7月25日  | 新宿FACE                       |
| 第8代  | 藤田ミノル&吹本賢児                                                   | 1        | 0        | 2015年7月29日  | 新木場1stRING                  |
| 第9代  | 正岡大介&神威                                                         | 1        | 3        | 2015年8月16日  | 東成区民センター               |
| 第10代 | ジ・ウインガー&GENTARO                                                | 1        | 4        | 2015年11月26日 | 新木場1stRING                  |
| 第11代 | 進祐哉&HAYATA                                                         | 1        | 4        | 2016年9月15日  | 後楽園ホール                   |
| 第12代 | バラモン・シュウ&バラモン・ケイ                                       | 2        | 1        | 2017年2月19日  | 広島県立広島産業会館西館       |
| 第13代 | マンモス佐々木&杉浦透                                                 | 1        | 11       | 2017年3月23日  | 後楽園ホール                   |
| 第14代 | 正岡大介&ビオレント・ジャック                                         | 1        | 2        | 2018年5月24日  | 新木場1stRING 返上             |
| 第15代 | 正岡大介&ビオレント・ジャック                                         | 2        | 0        | 2019年1月3日   | 新木場1stRING 神威&杉浦透 返上 |
| 第16代 | マンモス佐々木&ビオレント・ジャック                                   | 1        | 11       | 2019年1月19日  | ラジアントホール 神威&杉浦透   |
| 第17代 | 藤田ミノル&山下りな                                                   | 1        | 1        | 2021年2月9日   | 後楽園ホール                   |
| 第18代 | 植木嵩行&佐久田俊行                                                   | 1        | 2        | 2021年5月27日  | 新木場1stRING                  |
| 第19代 | 杉浦透&平田智也                                                       | 1        | 9        | 2021年12月25日 | 後楽園ホール                   |
| 第20代 | 佐々木貴&マンモス佐々木                                               | 1        | 2        | 2023年1月3日   | 新木場1stRING                  |
| 第21代 | 正岡大介&杉浦透                                                       | 1        | 1        | 2023年7月6日   | 後楽園ホール                   |
| 第22代 | 佐久田俊行&最上九                                                     | 1        | 3        | 2023年11月2日  | 新木場1stRING                  |
| 第23代 | 吹本賢児&ビオレント・ジャック                                         | 1        | 1        | 2024年7月11日  | 後楽園ホール                   |
| 第24代 | 佐々木貴&YAMATO                                                       | 1        | 2        | 2024年9月15日  | 横浜武道館                     |
| 第25代 | 吹本賢児&ビオレント・ジャック                                         | 2        | 3        | 2024年12月25日 | 後楽園ホール                   |
| 第26代 | 竹田誠志&伊東優作                                                     | 1        | 3        | 2025年3月19日  | 後楽園ホール                   |